# ホール・ファッカーン
ホール・ファッカーン（アラビア語: خَوْر فَكَّان、英語: Khor Fakkan）はアラブ首長国連邦シャールジャ首長国の都市である。シャールジャ首長国の飛び地にあり、フジャイラ首長国に囲まれている。また、オマーンの飛び地であるマダに隣接する。オマーン湾に面している。

## 交通
- ホール・ファッカーン港

## 観光
観光地としてホール・ファッカーンのビーチは有名である。

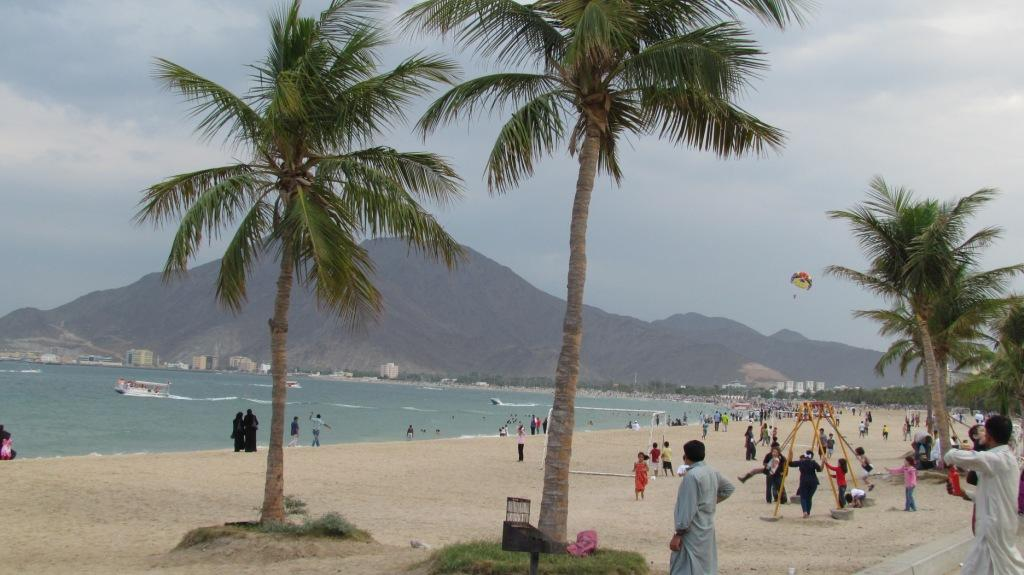
ビーチ